# Galateia (satélite)

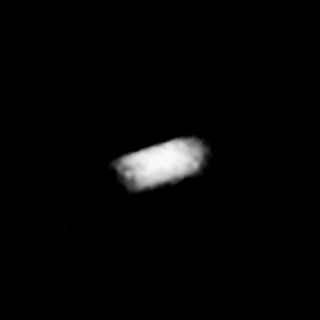
Galateia vista pela Voyager 2

Galateia é um pequeno satélite natural do planeta Neptuno cujo diâmetro irregular é de 204×184×144 km. Foi descoberto pela sonda Voyager 2 em 1989. O seu nome deriva de Galateia, uma das 50 nereidas.